# Ukrajinska pravoslavna Crkva Moskovske patrijaršije
Ukrajinska pravoslavna crkva Moskovske patrijaršije ili skraćeno UPC-MP; često predstavljana kao Ukrajinska pravoslavna Crkva; (ukr. Українська Православна Церква); je jedna od tri pravoslavne Crkve u Ukrajini koja ima vlastitu autonomiju u sklopu Ruske pravoslavne Crkve.
Središte Ukrajinske pravoslavne crkve Moskovske patrijaršije nalazi se u Kijevo-pečerskoj lavri, u gradu Kijevu. Glavnog dužnosnika Crkve predstavlja kijevski Mitropolit Volodimir (Viktor Sabodan) koji je na tu funkciju stupio 1992. godine.
Prema relevantnim istraživanjima Razumkov centra Crkva danas okuplja oko 11% ukrajinskih vjernika i taj je broj u kontinuiranom opadanju na korist Ukrajinske pravoslavne crkve Kijevske patrijaršije i onih vjernika koji ne priznaju bilo koju Patrijaršiju. Donedavno se realan broj vjernika Ukrajinske pravoslavne crkve Moskovske patrijaršije kretao u najvećem rasponu i do 25% no ti podaci nisu potvrđeni novim službenim popisom religijskih uvjerenja u Ukrajini. 

## Osnovne karakteristike
Ukrajinska pravoslavna crkva Moskovske patrijaršije je reformirana pred sam raspad SSSR-a 1990. godine. Prethodno je predstavljala ukrajinsku filijalu Ruske pravoslavne crkve u kojoj su natpolovičnu većinu pripadnika činili etnički Rusi iz jugoistočne Ukrajine. Crkva je trenutno jedini službeni predstavnik Ukrajinske pravoslavne crkve među ostalim Pravoslavnim crkvama čemu se iz više razloga opiru ostale tri jake Crkve u Ukrajini.

## Povijesne kontroverze i politizacija
S obzirom na to da je srednjovjekovna Ukrajina bila ključno središte kršćanskog života Istočnih Slavena preko 4. stoljeća te s činjenicom da je Kijevska mitropolija iz 988. osnovana nekoliko stoljeća prije Moskovske, današnjoj Ukrajinskoj pravoslavnoj crkvi Moskovske patrijaršije često se spočitava potčinjenost političkim i pravnim stajalištima navodno ilegalno zasnovane Ruske pravoslavne crkve koja je samoinicijativno nastala i pripojila stariju samostalnu Kijevsku mitropoliju u sklopu stvaranja ideologije «Treći Rim».
I danas se u Ukrajini često napominje činjenica da je 1686. godine Carigradska patrijaršija pod turskim okupacijskim pritiskom nelegalno prepustila svoju nadležnost nad Ukrajinskom pravoslavnom crkvom u Kijevu i svom Rusi-Ukrajinom jurisdikciji mlađoj Moskovskoj patrijaršiji odnosno danas Ruskoj pravoslavnoj crkvi. Danas se još nisu razriješile pravno-političke nesuglasice između Ukrajinskih crkvi Kijevske i Moskovske patrijaršije. Jedna od njih zastupa stajališta potpune neovisnosti Ukrajinske pravoslavne crkve, a druga autonomiju u sklopu Ruske pravoslavne crkve.
Ukrajinska pravoslavna crkva Moskovske patrijaršije smatra se i dalje direktnim nasljednikom Kijevske crkve Sv. Volodimira uspostavljene u 10. stoljeću pokrštavanjem Kijevske Rusi i Ukrajine (sinonim za kršćansku maticu Kijevske Rusi). I danas u kršćanskim istočnoslavenskim krugovima staru Kijevsku Rus' dovode u izravan kontakt s današnjom Ukrajinom što je od izuzetnog značaja za poglavara Ruske pravoslavne crkve Patrijarha Kirila.
Sporno je to da su se od Crkve tijekom posljednjih nekoliko stoljeća distancirali tradicionalni ukrajinski vjernici upravo zbog česte politizacije i podređivanja institucija Ukrajinske pravoslavne crkve upravi Ruske pravoslavne crkve. Ukrajinska intelektualna elita zajedno s dijelom pravoslavnih vjernika često naziva odnos između aktualnog predsjednika Ukrajine Viktora Janukoviča i ruskog Patrijarha Kirila nesvetim činom i daljnim pokušajima rusifikacije Ukrajine.

## Vanjske poveznice
- Ukrajinska pravoslavna crkva (Moskovske patrijaršije), službene stranice  Arhivirana inačica izvorne stranice od 17. prosinca 2008. (Wayback Machine)
- Vijesti iz pravoslavnog svijeta, ukrajinsko izdanje  Arhivirana inačica izvorne stranice od 29. srpnja 2010. (Wayback Machine)